# Hjalmar Munsterhjelm

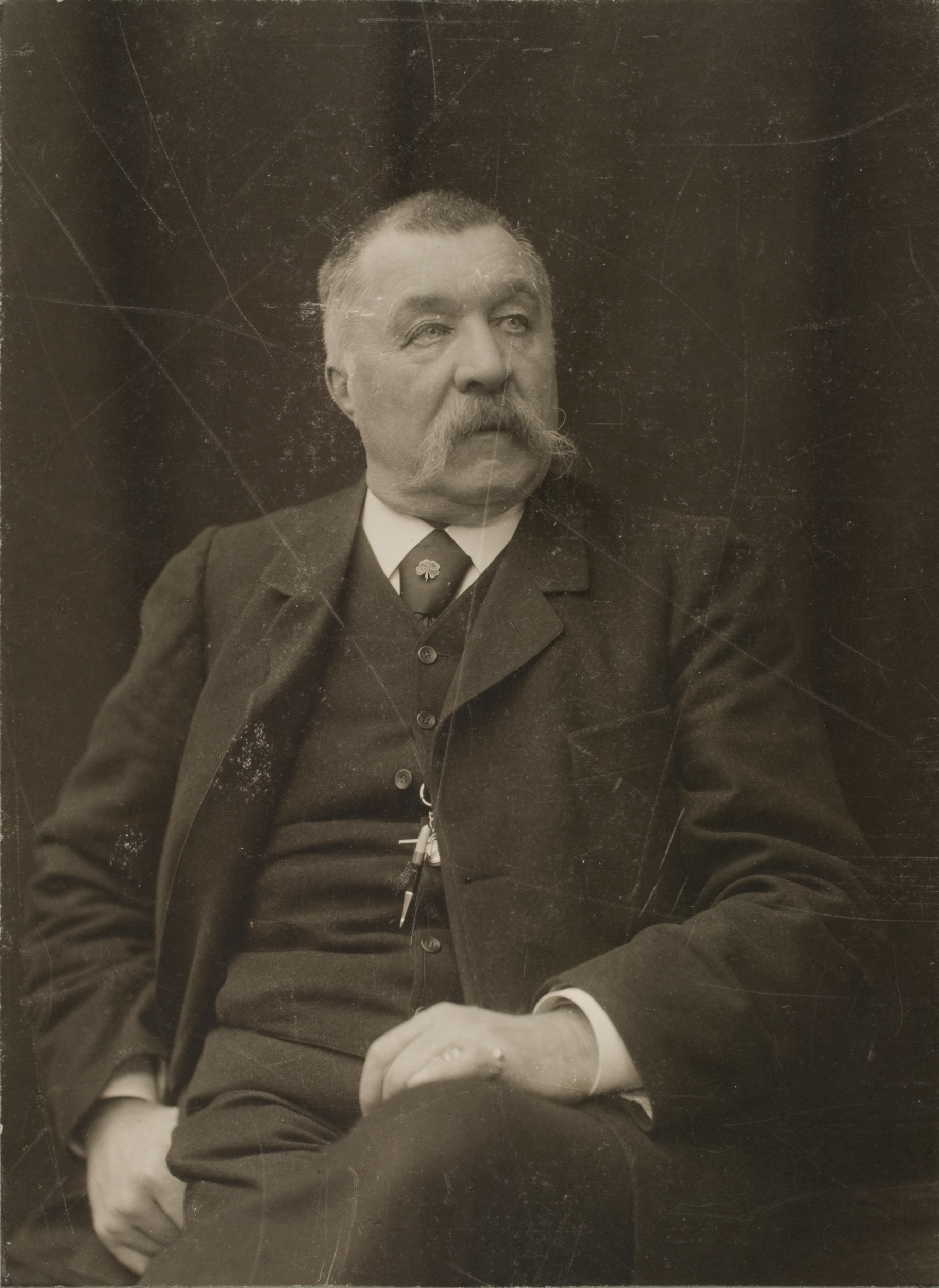
Hjalmar Munsterhjelm (1890)

Magnus Hjalmar Munsterhjelm (geboren am 19. Oktober 1840 auf dem Gutshof Toivoniemi, Gemeinde Tuulos; gestorben am 2. April 1905 in Helsinki) war ein finnischer Landschaftsmaler der Düsseldorfer Schule.

## Leben
Munsterhjelm war der Sohn von Gustaf Riggert Munsterhjelm, Stabsrittmeister in der Finnischen Garde, und seiner Frau Mathilda Charlotta Eleonora von Essen. Auf Wunsch seiner Eltern sollte er Kunstmaler werden, sträubte sich aber zunächst dagegen und ließ sich stattdessen an der Seefahrtsschule zu Turku zum Hochseekapitän ausbilden. Ab 1860 studierte er an der Kunstakademie Düsseldorf Malerei, seine Lehrer waren hier unter anderen Andreas Müller, Hans Gude und Oswald Achenbach. Nach seinem Abschluss 1865 folgte er Gude nach Karlsruhe, wo er zunächst an der Staatlichen Akademie der Bildenden Künste weiterstudierte, ab 1867 dann als Privatschüler Gudes.
1870 kehrte er nach Finnland zurück und unternahm in den folgenden Jahren mehrere Reisen durch das Land. Seine in dieser Zeit entstandenen Landschaftsbilder wurden mehrfach ausgezeichnet und gelten noch heute als seine gelungensten Werke. Mehrere davon fanden als Illustrationen in Zacharias Topelius’ En resa i Finland („Eine Reise durch Finnland“, erschienen 1872–1874) Verwendung.

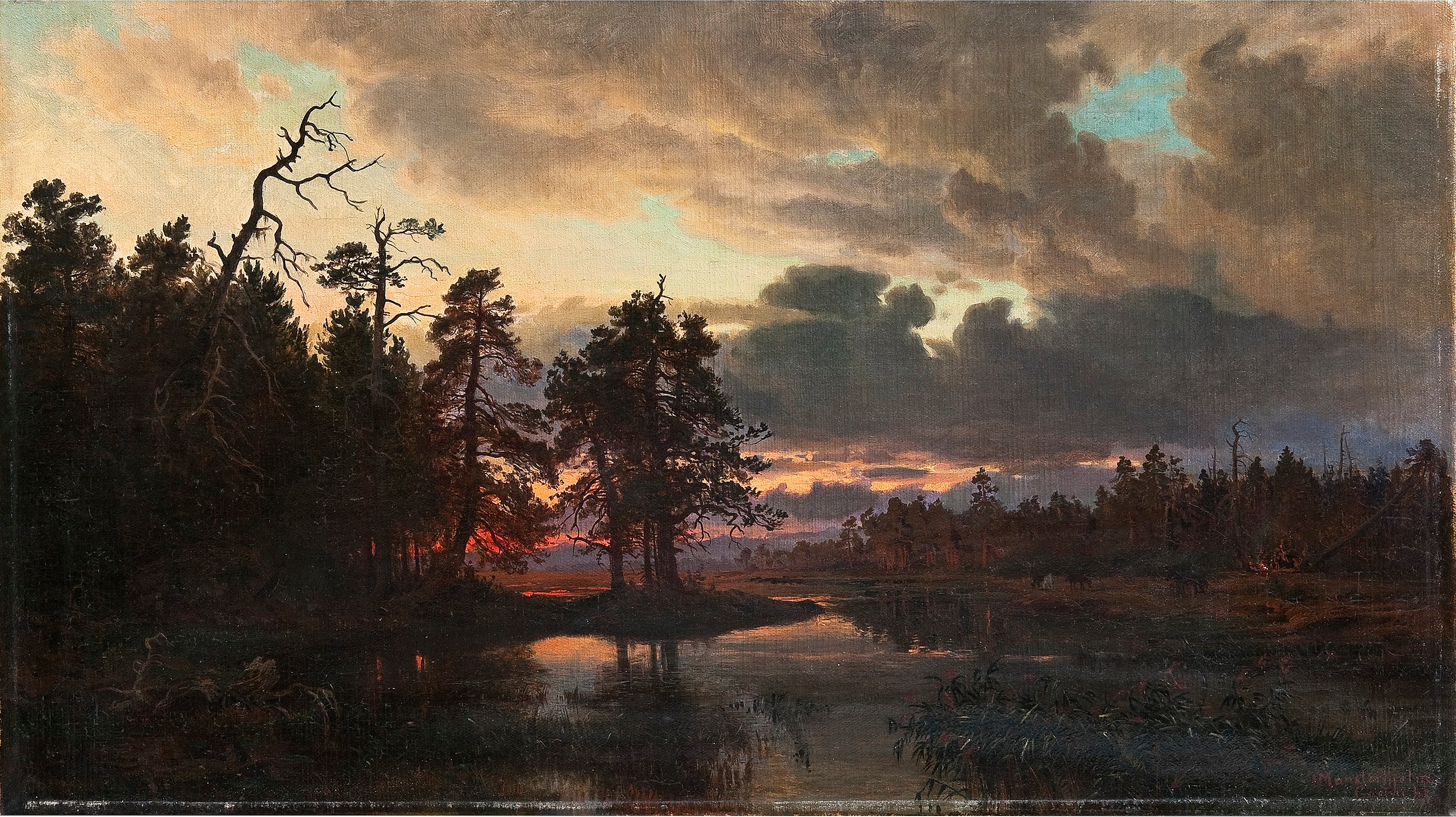
Sonnenuntergang, Öl auf Leinwand (41 × 72,5 cm), zwischen 1865 und 1870
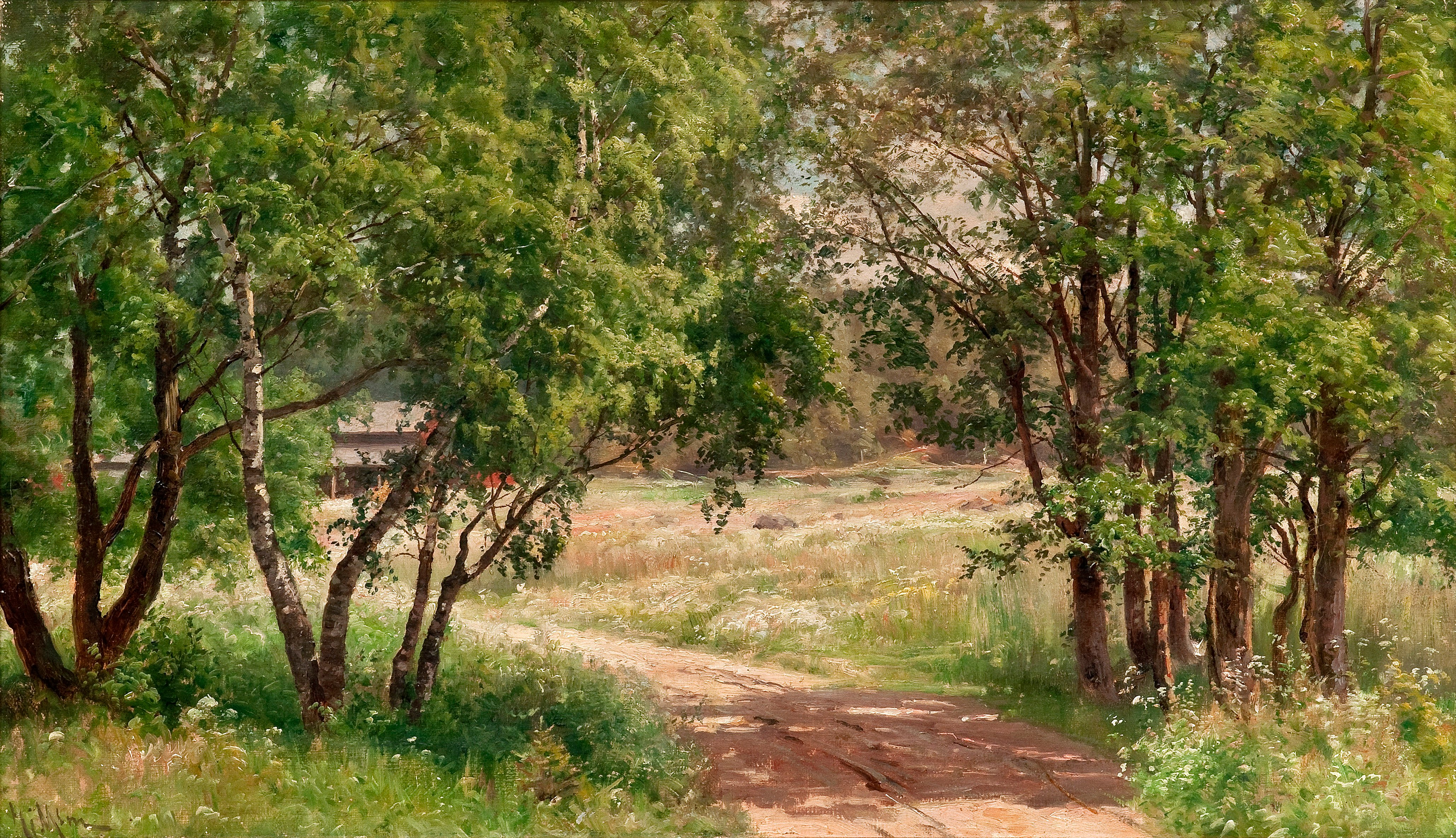
Birken im Sommer, Öl auf Leinwand (33 × 55,5 cm), undatiert
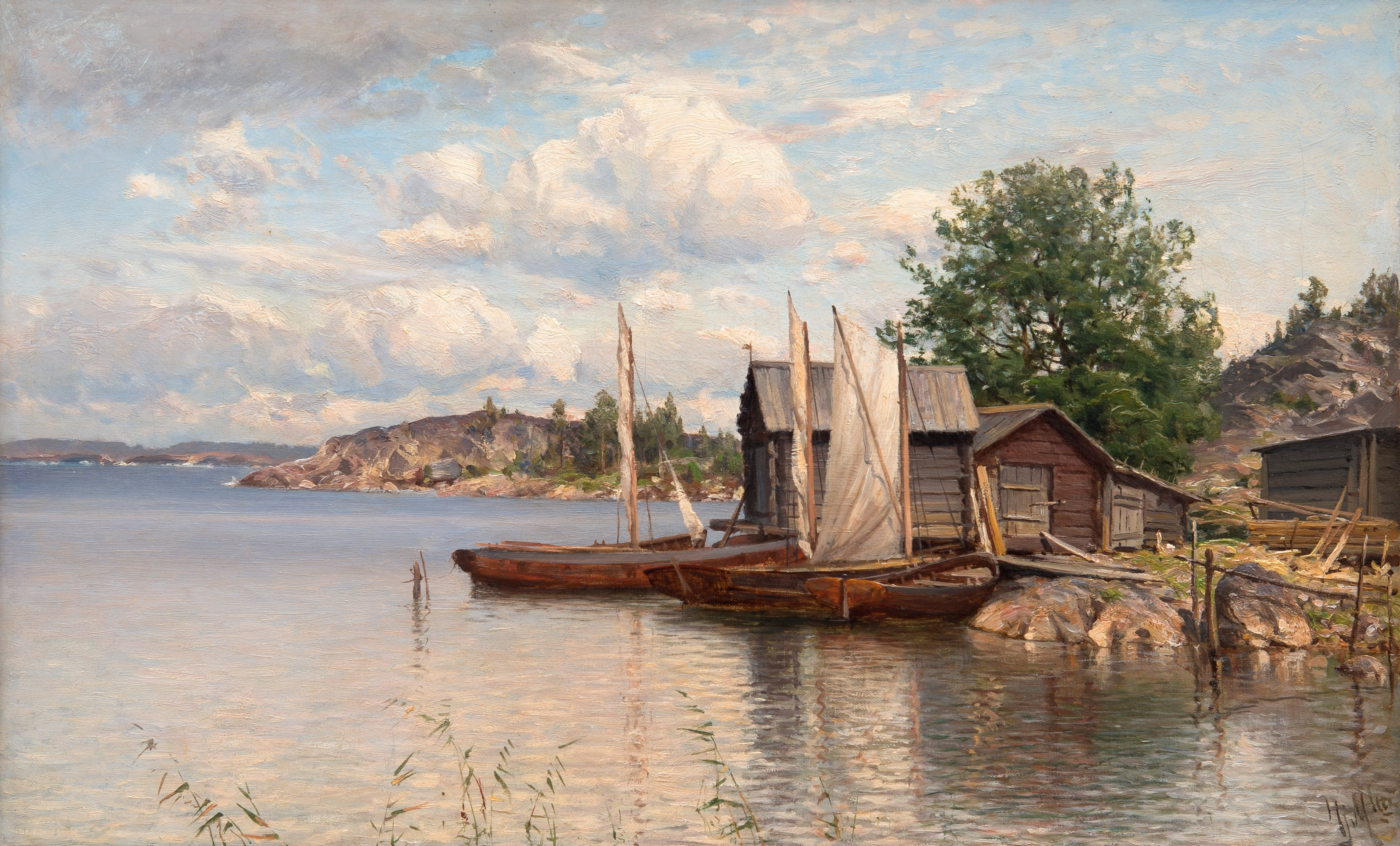
Auf den Schären, Öl auf Leinwand (38 × 61,5 cm), undatiert

1874 wurde Munsterhjelm in die Russische Kunstakademie aufgenommen (zunächst als „Künstler zweiter Klasse“, ein Jahr darauf als solcher „erster Klasse“). 1897 wurde er in die Schwedische Kunstakademie aufgenommen, 1901 schließlich zum Ehrenmitglied des Finnischen Künstlervereins ernannt. Sein Sohn Ali Munsterhjelm (1873–1944) machte sich ebenfalls als Künstler einen Namen.